# Suchoj Su-24
Suchoj Su-24 (kód NATO „Fencer“) je nadzvukový, dvoumístný, dvoumotorový hornoplošný taktický bombardér s měnitelnou geometrií křídel určený pro boj za každého počasí, vyvinutý v SSSR.

## Vývoj

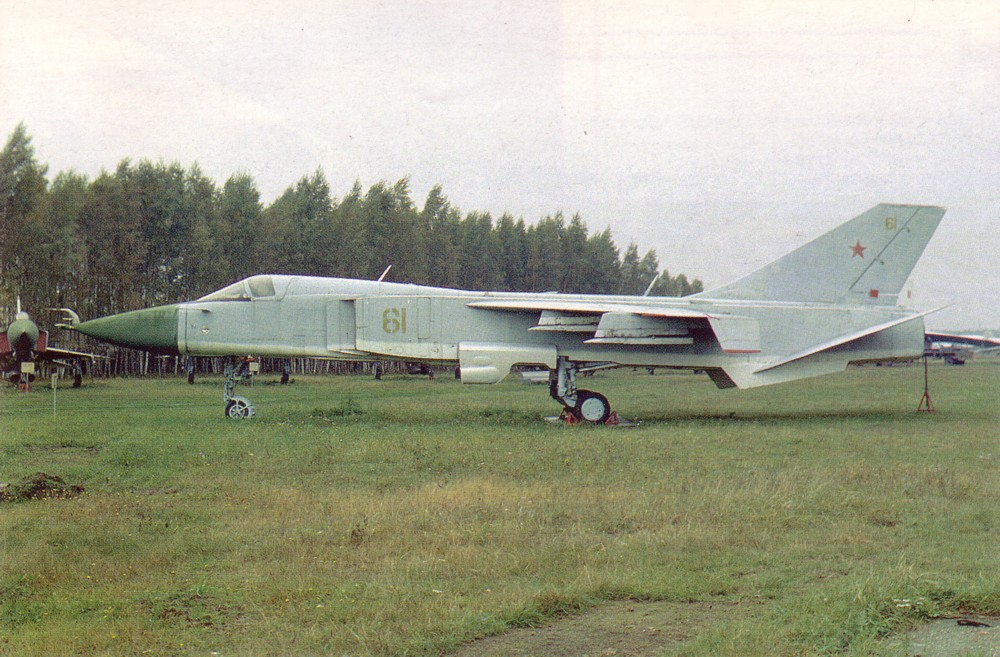
Prototyp T-6-1

Jeho vývoj spadá do počátku 60. let, kdy byl požadován úderný stroj, který by byl schopen přízemním letem provádět překvapivé údery.
Po tom, co byl v roce 1961 zaveden do sovětského letectva stíhací bombardér Su-7B, začala armáda vyvíjet tlak na sovětskou vládu, aby odsouhlasila vývoj nového letadla. Základním požadavkem na letadlo byla schopnost operovat za každého počasí a útočit i na malé pozemní cíle. Dokument s technickými specifikacemi byl zaslán konstrukční kanceláři Suchoj, čímž byl zahájen vývoj nového útočného bombardéru, později nazvaného Su-24.
Už první studie jasně ukázaly, že se Suchoj nebude moci ubírat cestou modernizace původního Su-7B. Důvodem byl nedostatek místa v konstrukci Su-7 pro novou avioniku, jejíž součástí byl nově vyvíjený zaměřovací a navigační systém. Vývoj tohoto systému, nazvaného Puma, dostala na starost konstrukční kancelář OKB-794. V roce 1962 začal Suchoj práce na zcela novém letadle, nazvaném S-6. Maketa stroje S-6 byla hotová už následující rok, avšak pomalý pokrok ve vývoji systému Puma způsobil, že projekt byl dočasně pozastaven.
V roce 1964 byl projekt opět obnoven pod kódovým označením T-58M. Sovětské letectvo upravilo své požadavky na nové letadlo a požadovalo, aby bylo schopné vzletu a přistání na krátké dráze. Neméně důležitým požadavkem byla schopnost nadzvukového letu v nízké letové hladině, aby bylo letadlo schopno takto proniknout do vzdušného prostoru nepřítele. V roce 1965 se konstruktéři rozhodli změnit rozmístění posádky v kokpitu a dvojici sedadel umístili vedle sebe. Tento koncept byl v sovětském vojenském letectvu uplatněn poprvé a důvodem byl příliš velký rozměr radaru Orion, umístěného v nose letadla. Projekt dostal pracovní pojmenování T-6 a první dva prototypy byly dokončeny v roce 1967. Prototyp T6-1 s delta křídlem, pilotovaný V. S. Iljušinem, vzlétl oficiálně poprvé 2. července 1967. Neuspokojivé výsledky s letovými vlastnostmi T-6 přivedly kancelář Suchoj k nápadu, vytvořit letadlo s měnitelnou geometrií křídel. Takto zmodernizovaný prototyp T6-2I vzlétl poprvé 17. ledna 1970. Usnesením vlády ze dne 4. února 1975 se první série letadel s označením Su-24 formálně dostala k vojenským jednotkám.
Práce na vývoji se však nezastavily a v roce 1983 byla do armády zavedena modernizovaná verze s názvem Su-24M. Podle vyjádření odborníků je bojová účinnost Su-24M 1,5 až 2krát vyšší než u Su-24.
V 70. a 80. letech šlo o pokročilý sovětský letoun, podobný charakteristikami letounu F-111. U ruského letectva je pozvolna nahrazován stroji Suchoj Su-34.

## Konstrukce

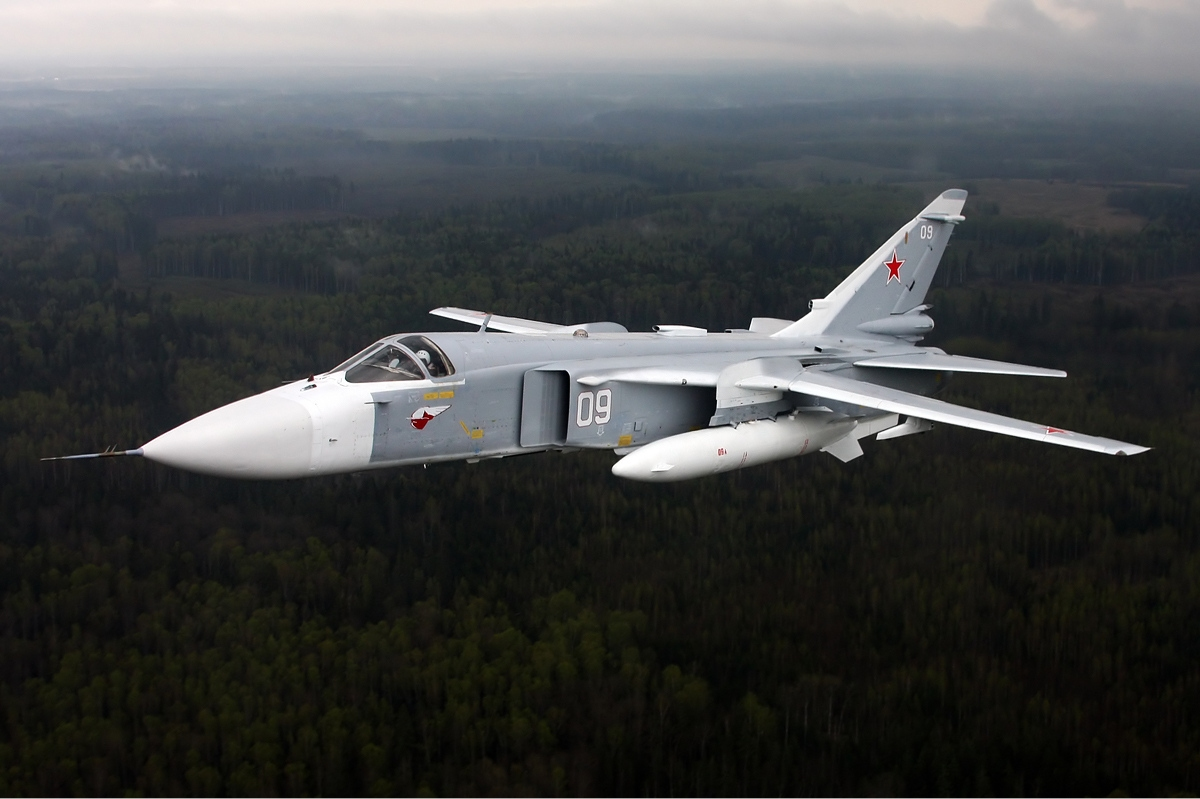
Su-24M za letu

Koncept měnitelné geometrie křídel umožňuje nastavení ve čtyřech polohách:
- 16° pro vzlety a přistání – umožňuje letadlu přistávat při rychlosti 230 km/h,
- 35° a 45° pro let v různých nadmořských výškách,
- 69° pro lety v nadzvukových rychlostech.

Palivový systém má kapacitu 11 700 litrů, což je možné zvýšit zavěšením dvou přídavných nádrží. Palubní zaměřovací a navigační systém PNS-24 (Puma) se skládá z:
- Radaru Orion-A, vyhledávajícího objekty v přední polosféry
- Radaru Relief, upozorňujícího na nebezpečí kolize při letu v nízké nadmořské výšce. Zajišťuje let po naprogramované trase v nízkých výškách do 40–50 metrů a automatický návrat na základnu.

První Su-24 měli jen základní systém elektronického boje, ovšem pozdější modernizace již disponovaly moderním radarovým varovným systémem, výstražným systémem před naváděním raketami a možností elektronického rušení průzkumných i zbraňových systémů

## Služba

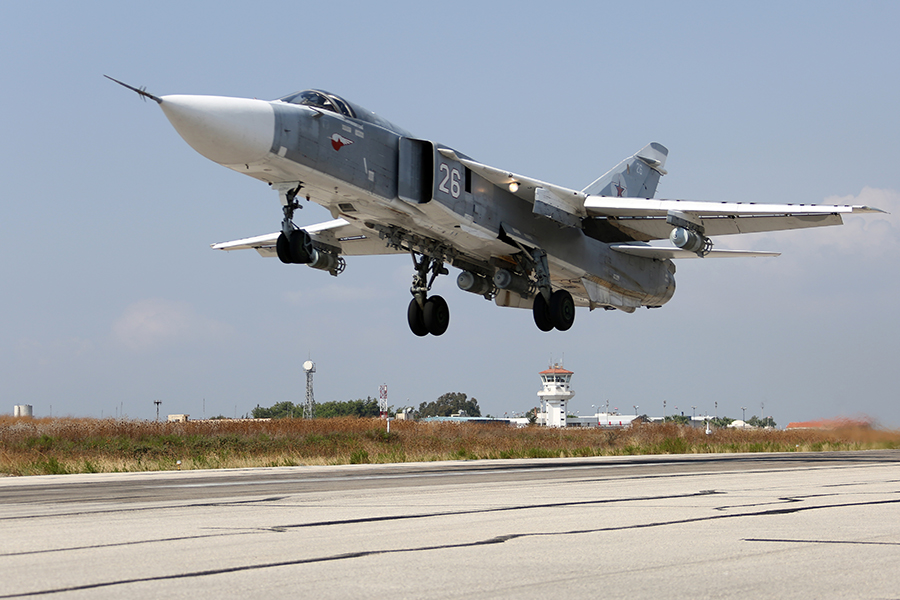
Ruský Su-24 na letišti Latákíja

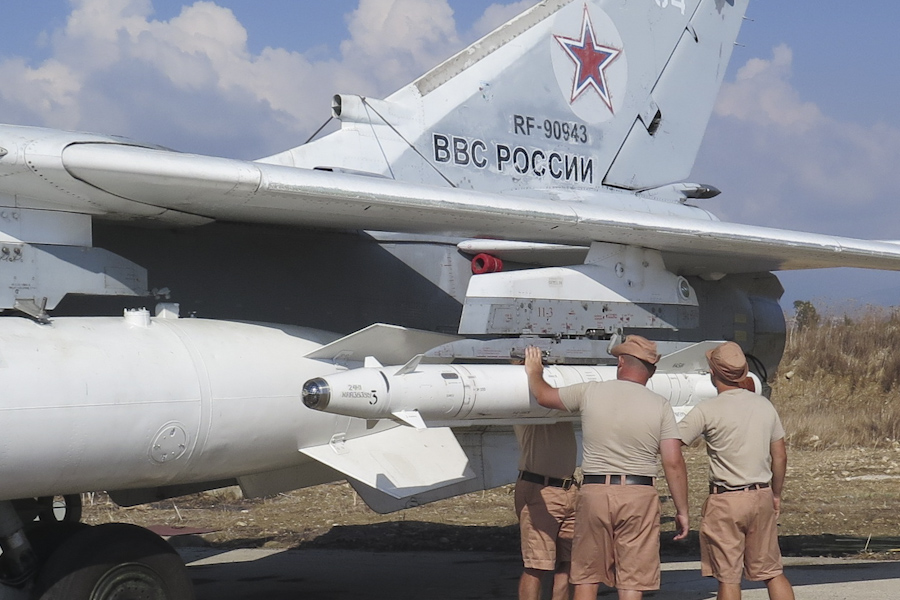
Technici prohlížejí raketu Ch-25 na Su-24 během války v Sýrii v říjnu 2015

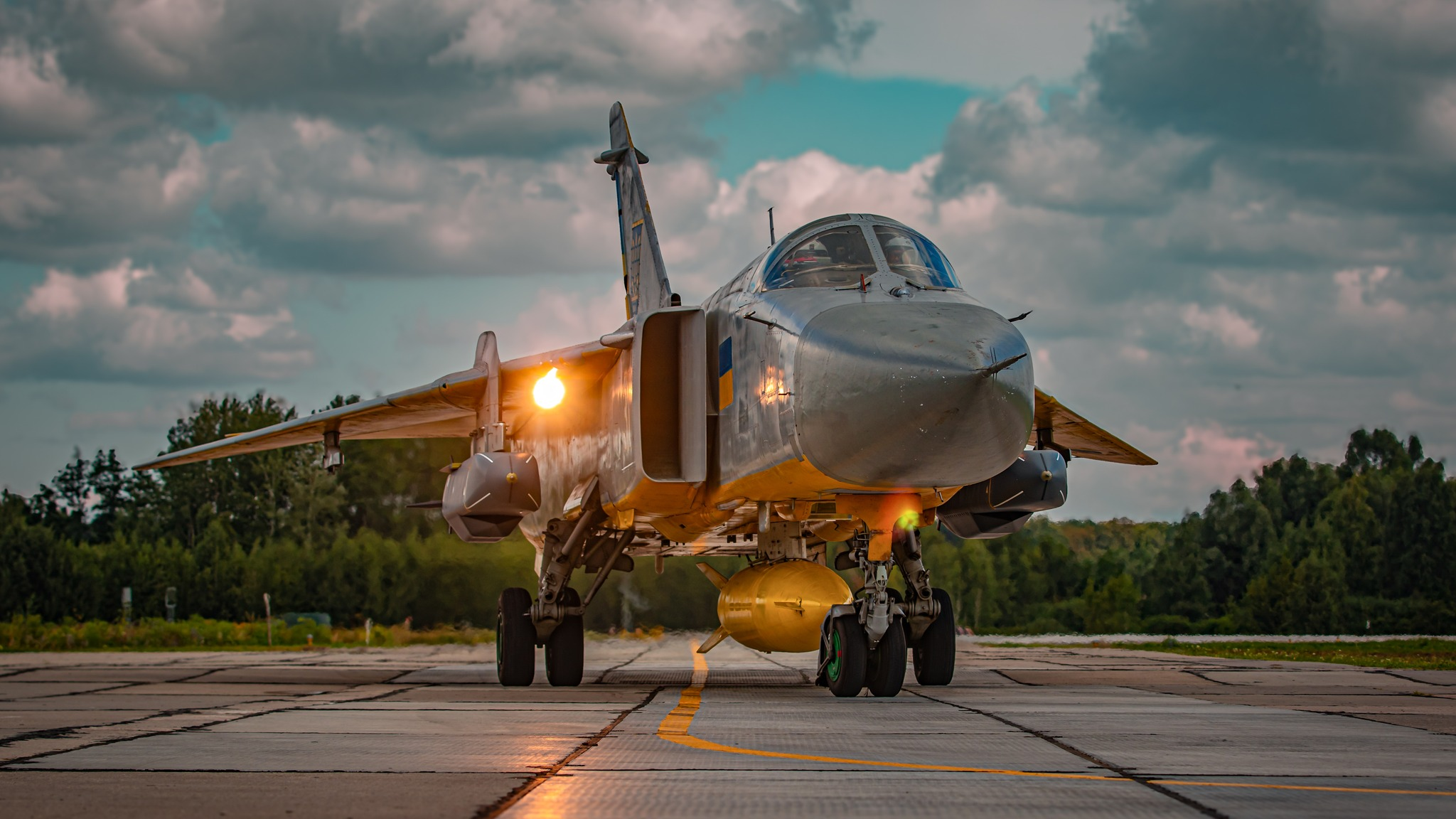
Su-24M Ukrajinského letectva s podvěšenými střelami Storm Shadow, podzim 2024

Sovětské Su-24 poprvé do bojů v Afghánistánu zasáhly v roce 1984. Dále Rusko použilo letouny Su-24 v první i druhé válce v Čečensku, například při bombardování Elistanži kazetovými bombami, ale vykonávaly tam i průzkumné lety. Dne 4. listopadu 1999 byl Su-24MR vyslán, aby našel místo havárie nedávno sestřeleného Su-25. Průzkumný let Su-24 byl však zmařen po zásahu raketou země-vzduch a stroj se zřítil k zemi. Pilot havárii nepřežil a navigátor padl do zajetí.
V srpnu 2008 ruské Su-24 kromě průzkumných letů také bombardovaly pozice gruzínské armády v Jižní Osetii. Během této 6denní války sestřelila gruzínská protivzdušná obrana dva Su-24. První z nich byl sestřelen 9. srpna nedaleko města Cchinvali a druhý hned následující den u města Java.
Během občanské války v Libyi v roce 2011 sestřelili povstalci letadlo libyjských vzdušných sil Su-24MK.
Syrské letectvo přišlo o první Su-24M2 v občanské válce dne 28. listopadu 2012 poté, co na něj povstalci spustili palbu ze země. Podle vyjádření Izraele narušil 23. září 2012 syrský Su-24 izraelský vzdušný prostor. Pravděpodobně se snažil ostřelovat pozice vzbouřenců v jižní Sýrii a omylem vletěl 800 m do vzdušného prostoru Izraele. Poté, co se chtěl vrátit zpět, vystřelila izraelská protivzdušná obrana raketu MIM-104D Patriot, kterou stroj zasáhla. Oba piloti se stihli katapultovat a přistáli na syrském území.
20. srpna 2014 bylo letadlo Ukrajinského letectva Su-24M sestřeleno v bojích na Donbase vzbouřenci v oblasti Luhansku.
30. září 2015 na oficiální žádost syrské vlády podnikly ruské letouny Su-24M první nálety v provincii Hamá. V noci ze středy na čtvrtek (1. října 2015) letadla typu Su-24M a Su-25 během čtyř náletů v Sýrii zničila štáb teroristů a sklad munice v oblasti města Idlib. Dne 3. října byl při náletech ruských letadel Su-34, Su-24M a Su-25 zasažen výcvikový tábor radikálů, jakož i provoz na výrobu vest pro sebevražedné atentátníky. 4. října při bombardování u města Džisr aš-Šugur zasáhly letouny Su-24M jednu z dělostřeleckých pozic teroristů. Následující den bombardovala dvojice Su-25 a jeden Su-24M pozice bojovníků Islámského státu v okolí města Tadmur. Podařilo se jim zničit 3 raketomety a asi 20 tanků T-55, které povstalci ukořistili syrské armádě. 6. října provedla letadla Su-34, Su-24M a Su-25 nálety na 12 pozemních cílů. Zničené byly výcvikové tábory a objekty logistické infrastruktury, patřící teroristickým skupinám, spolupracujícím s islámským státem. Zničení dalšího výcvikového tábora se bombardérům Su-24M podařilo uskutečnit 17. října ve městě Salma. Podle vyjádření ruské zpravodajské služby tam působili zahraniční instruktoři, kteří připravovali bojovníky Islámského státu k vedení partyzánské války v oblastech, osvobozených syrskou armádou. Při náletech byly použity přesně naváděné rakety typu Ch-25L a Ch-29L, laserově naváděné pumy KAB-500L a „hloupé bomby“ typu FAB-250.
Během ruské intervence v Sýrii se 24. listopadu 2015 poblíž vesnice Bayir Bucak v syrské provincii Latákíja zřítil jeden stroj ruských vzdušných sil poté, co byl sestřelen tureckým letectvem. Turecko uvedlo jako důvod sestřelení narušení svého vzdušného prostoru. Tvrdí, že ruský stroj byl desetkrát v průběhu 5 minut varován tureckou stranou. Rusko však tvrdí, že sestřelený letoun se pohyboval výhradně v syrském vzdušném prostoru, a vylučuje, že by sestřelený letoun narušil nebo ohrožoval turecký vzdušný prostor. Oba piloti se úspěšně katapultovali, nicméně jeden později zemřel. K zabití obou letců palbou ze země během jejich sestupu na padáku se přihlásili turkmenští povstalci operující v Sýrii, nicméně o život přišel jen jeden z členů osádky letounu.
Stroje Su-24 byly nasazeny za ruské invaze na Ukrajinu na obou stranách konfliktu. Ukrajinské Su-24 byly v roce 2023 adaptovány pro použití naváděných střel Storm Shadow, dodaných v rámci pomoci západních zemí. Ukrajina přišla od začátku bojů v únoru 2022 do května 2024 dle nezávislého webu Oryx o nejméně 18 Su-24M a jeden Su-24MR, zatímco Rusko o 14 strojů všech verzí.

## Varianty

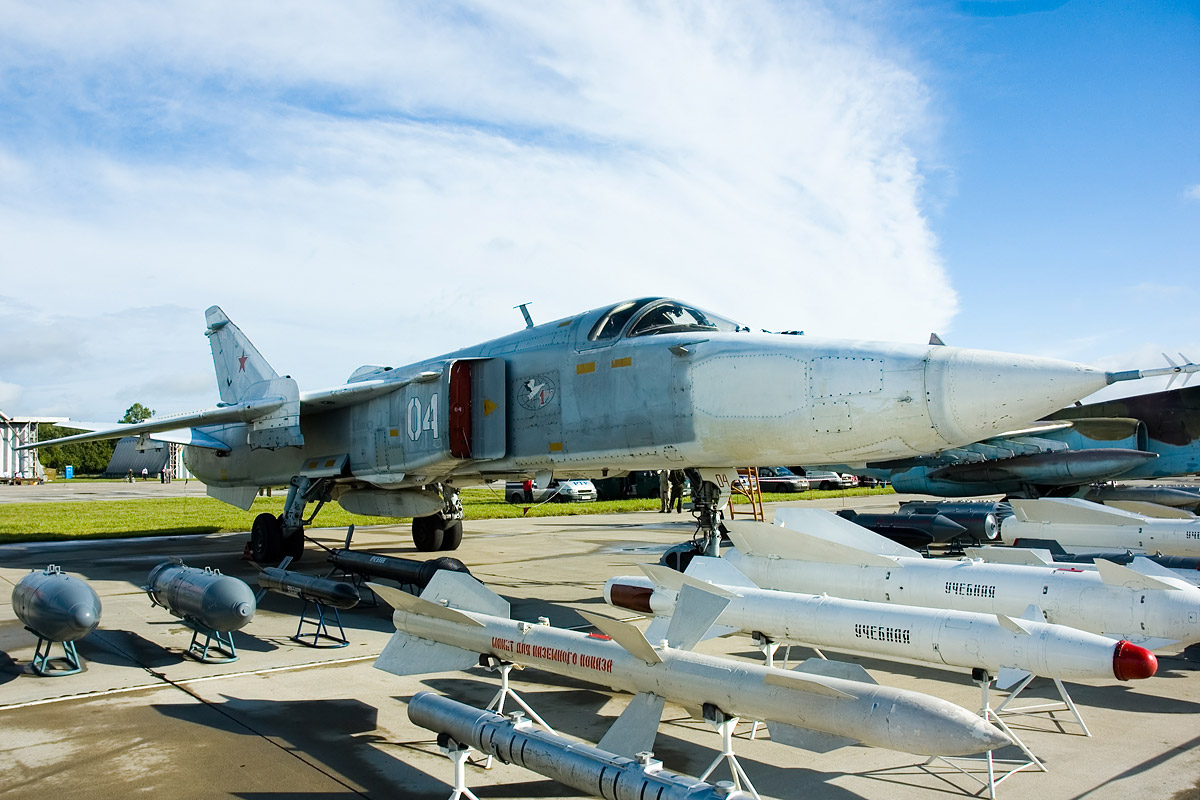
Suchoj Su-24MR na základně Kubinka

- Su-24 – základní verze, vyráběno v letech 1971–1983. Výzbroj představují rakety Ch-23 a Ch-28 typu vzduch-země. Proti vzdušným cílům mají rakety R-55.
- Su-24M – verze z let 1981–1993, stroj je vybaven zdokonalenou avionikou a tankování paliva za letu, modernizovaná verze Su-24M2 z roku 2000 obsahuje nové zařízení a systémy
- Su-24MK – exportní verze Su-24M z let 1988–1992, má horší avioniku a jiné možnosti vyzbrojení, prodány do Alžírska, Íránu, Iráku, Libye a Sýrie
- Su-24MR – průzkumná varianta Su-24M z let 1983–1993, obsahuje vizuální, radioelektronický a infračervený průzkumný systém
- Su-24MP – zaměřené na získávání informací pro speciální bezpečnostními složky (SIGINT) a vedení radioelektronického boje, vyrobeno bylo v roce 1983 jen 10 kusů
- Su-24M2 – modernizace stroje Su-24M, která je vybavena moderním navigačním systémem GLONASS, průhledovým displejem a rozšířenou škálou zbraní (Ch-31A/P, Ch-59MK, KAB-500S, R-73).[22]

## Uživatelé

Státy vlastnící Su-24

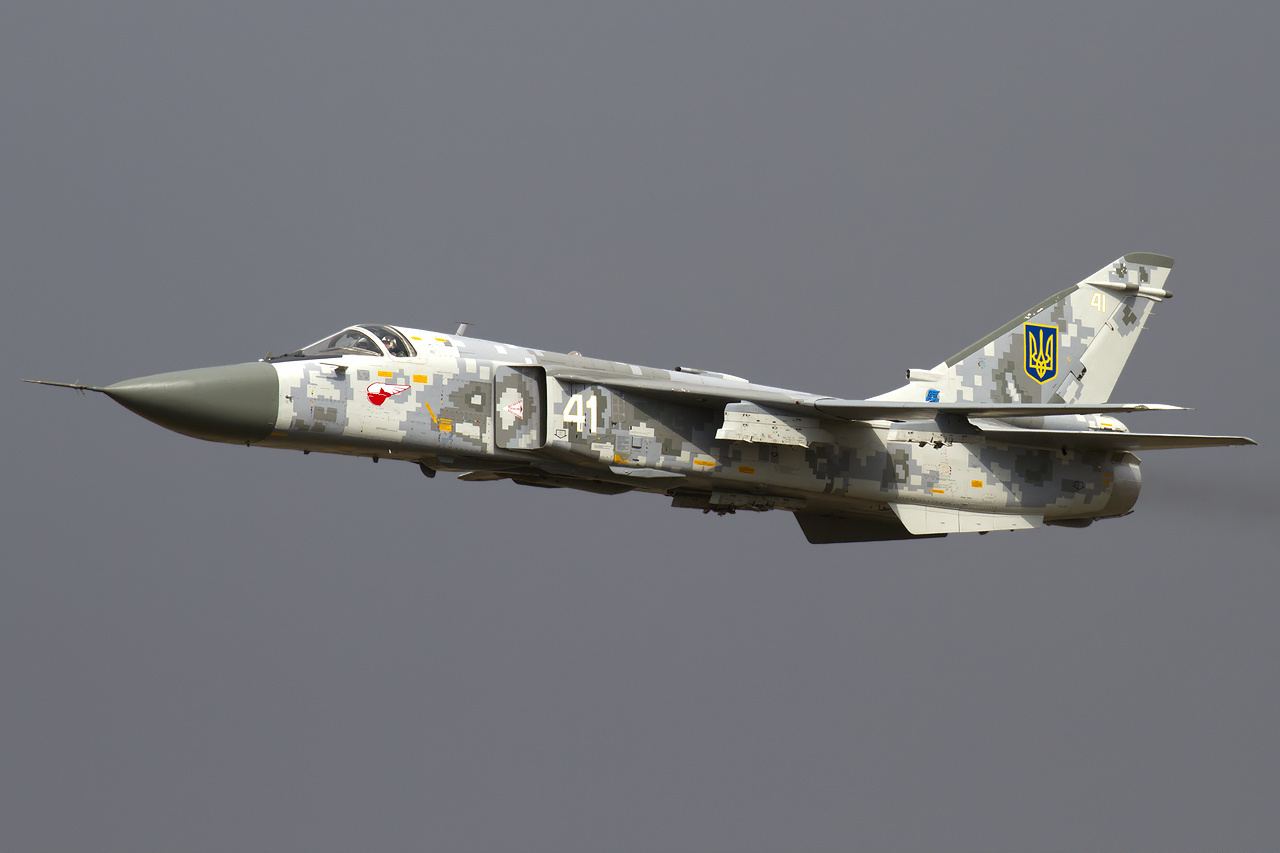
Ukrajinský Su-24M

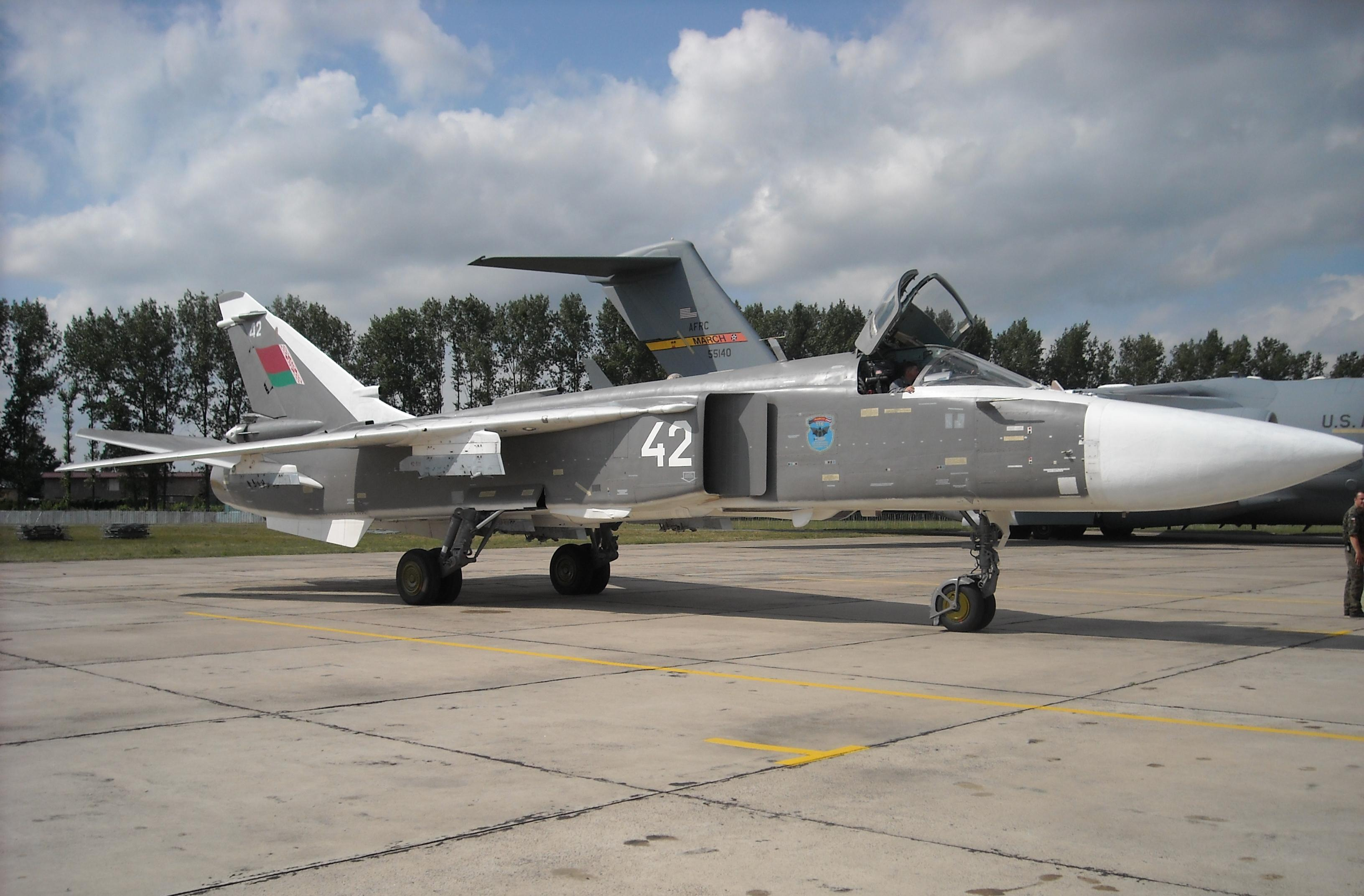
Běloruský Su-24M

### Současní
Alžírsko
39 letadel nakoupeno pro alžírské letectvo; 32 strojů Su-24MK (modernizovány na Su-24M2) a 4 Su-24MR zůstávají ve službě
 Ázerbájdžán
3 ve službě k listopadu 2008.
 Írán
24 až 36 ve službě u íránského letectva po válce s Irákem. 24 iráckých strojů Su-24 bylo během války do Íránu evakuováno a tam byly zařazeny do íránského letectva. Írán zřejmě další stroje dokoupil z Ruska nebo dalších zemí z bývalého SSSR.
 Libye
8 Su-24MK nakoupeny pro libyjské letectvo. 6 ještě v inventáři, jeden zničen požárem, další sestřelen v roce 2011.
 Rusko
415 ve službě k listopadu 2008.
- Ruské letectvo – 321 letadel ve službě k listopadu 2008.
- Ruské námořní letectvo – 94 ve službě k listopadu 2008.

 Sýrie
Zprávy až o 20 letounech ve službě v syrském letectvu
 Súdán
Až 12 Su-24 bylo dodáno z Běloruska v roce 2013.
 Ukrajina
130 Su-24 ve službě k listopadu 2008.
- Ukrajinské letectvo

### Dřívější
Angola
Nepotvrzené zprávy o nákupu 12 strojů Su-24 z blíže nespecifikovaného zdroje, možná Běloruska; jeden Su-24 byl viděn v roce 2008 na základně Catumbela
 Bělorusko
Zděděny po SSSR, 34 sloužilo u běloruského letectva (22 Su-24MKs a 12 Su-24MR).
 Irák
30 dodáno k iráckému letectvu, pět zničeno během války v Zálivu, jeden stroj přečkal a 24 letounů přelétlo do Íránu, kde byly včleněny do jeho letectva;
 SSSR
Přešly na nástupnické státy.
- Sovětské letectvo
- Sovětské námořní letectvo

 Kazachstán
 Uzbekistán

## Nehody a incidenty
- 11. února 2015 se poblíž Volgogradu jeden stroj při přistání zřítil,[26]
- Při havárii dalšího stroje 6. července 2015 v Chabarovském kraji zahynuli oba piloti[27].
- 27. srpna 2021 jeden stroj havaroval v lesnatém terénu nedaleko města Vereščagino v Permské oblasti[28] asi 95 kilometrů západně od města Perm během přeletu do opravárenského závodu ve Rževu. Posádka se úspěšně katapultovala s lehkými zraněními (zlomeniny rukou) a vlastními silami došla do sídla Zapolje[29], odkud byla letecky přepravena do nemocnice. Jako předběžná příčina incidentu jsou uváděny technické problémy, stroj přelétal na předem plánovanou opravu a letěl bez podvěšené výzbroje. Před havárií stroj přistál v Permu na doplnění paliva.

- 12. 9. 2023 ve Volgogradské oblasti na jihu Ruska se během plánovaného cvičného letu zřítil bombardér Su-24.

## Specifikace (Su-24MK)

### Technické údaje
- Osádka: 2 (pilot a obsluha zbraní)
- Rozpětí:
  - Rozložené: 17,64 m
  - Složené: 10,37 m
- Délka: 22,53 m
- Výška: 6,19 m
- Nosná plocha: 55,2 m²
- Hmotnost prázdného stroje: 22 300 kg
- Vzletová hmotnost: 38 040 kg
- Maximální vzletová hmotnost: 43 755 kg
- Pohonná jednotka: 2× proudový motor Ljulka AL-21F3A s příd. spalováním, o tahu 76,4 kN (109,8 kN s příd. spal.)
- Zásoba paliva: 11 100 kg

### Výkony
- Maximální rychlost:
  - Na úrovni mořské hladiny: 1 315 km/h
  - V letové hladině: 2 317 km/h
- Přeletový dolet: 2 775 km (1 500 nm, 1 725 mi)
- Akční rádius: 615 km
- Dostup: 11 000 m
- Počáteční stoupavost: 150 m/s
- Plošné zatížení: 651 kg/m²
- Poměr tah/hmotnost: 0,60

### Výzbroj
- 1× kanón GŠ-6-23, 500 nábojů
- Až 8 000 kg (17 640 lb) munice na 8 závěsech, včetně 4 rádiem řízených raket Ch-23; max. 4 střely Ch-25ML naváděných laserem; max. 2× Ch-28, Ch-58 nebo Ch-31P střely ARM; max. 3× raketa Ch-29L/T laserem/TV-naváděných; max 2× střela Ch-59 nebo pumy KAB-500KR a KAB-500L.
- Raketomety ráže 57 mm na neřízené rakety S-5, 80 mm S-8 nebo 122 mm rakety S-13
- Ostatní zbraně zahrnují další bomby, externí kanóny a taktické jaderné zbraně.
- 2× střela vzduch-vzduch R-60 pro vlastní obranu; vylepšené stroje schopny nést střely R-73.

## Podobné letouny
- General Dynamics F-111
- Panavia Tornado IDS
- Xian JH-7
- Suchoj Su-34